# Shanghai Tower
A Shanghai Tower (上海中心大厦, Shànghǎi zhōngxīn dàshà, magyarul: Sanghaj Torony) szupermagas felhőkarcoló a kínai Sanghajban.  Ez a legmagasabb épület Sanghaj három legnagyobb felhőkarcolója közül, a másik kettő a Jin Mao Tower és a Shanghai World Financial Center. A befejezést követően az épület 632 méter magas, 128 emeletes, és 380 000 négyzetméter alapterületű. A legmagasabb épület Kínában, valamint a harmadik legmagasabb épület a világon a Burdzs Kalifa (828 m) és a Tokyo Skytree (634 m) után.

## Képgaléria

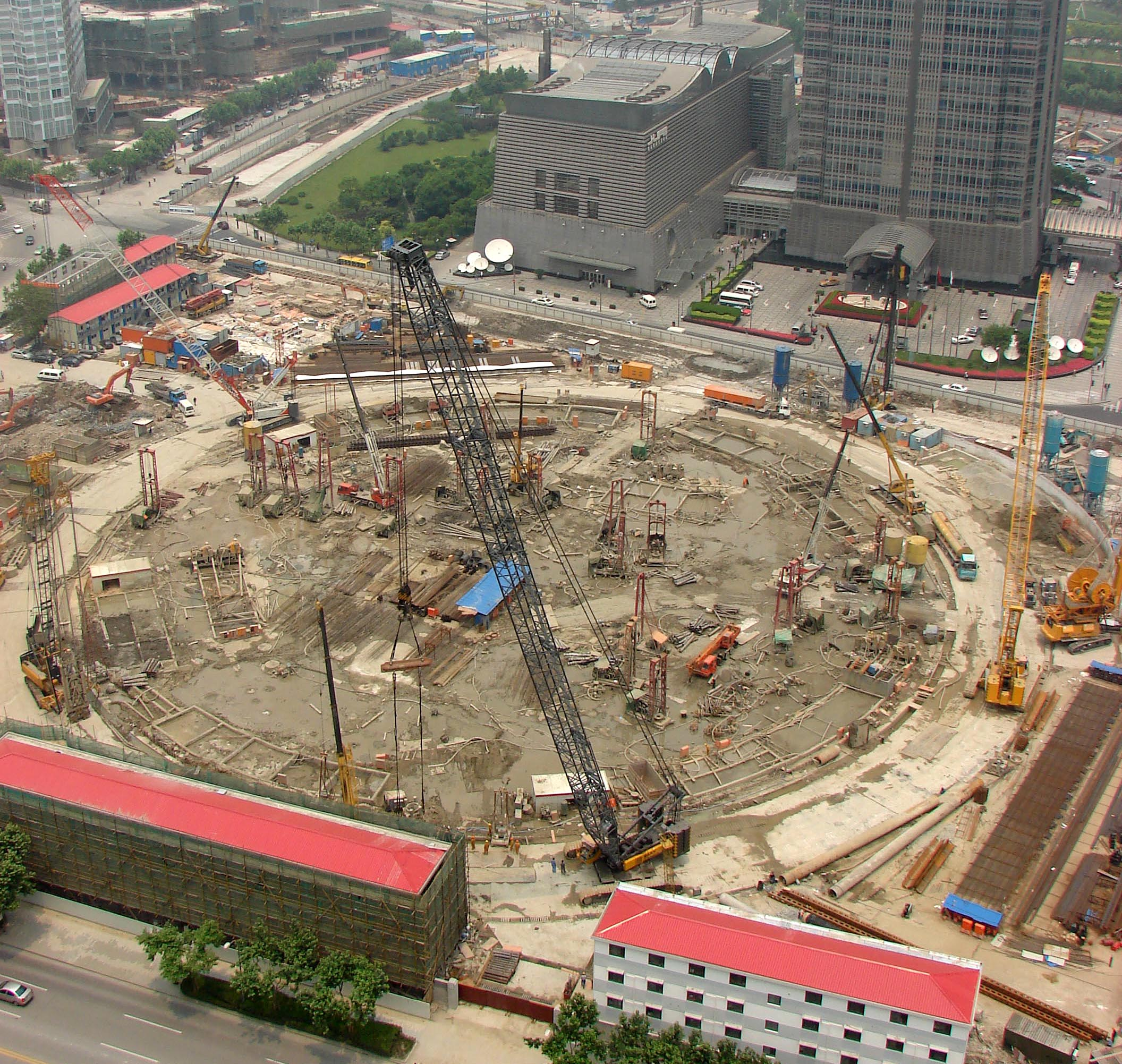
2009 június
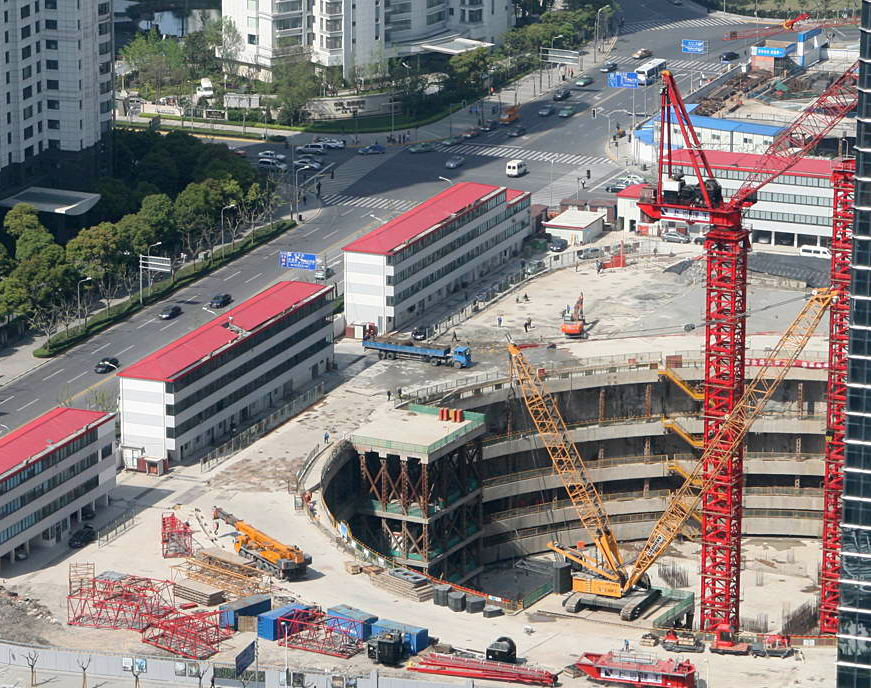
2010 április
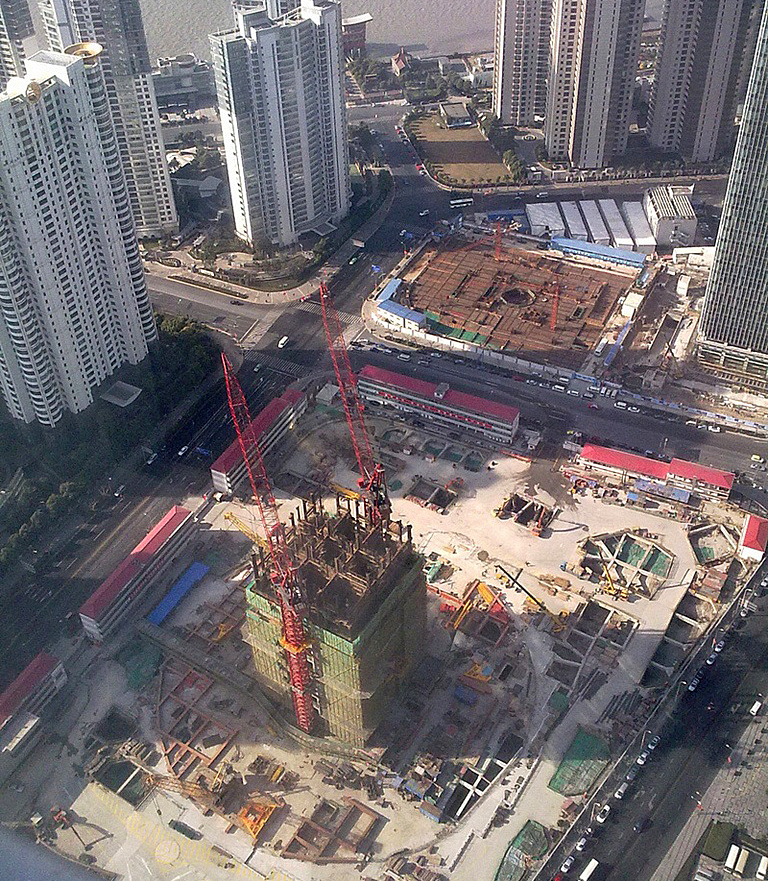
2011 január
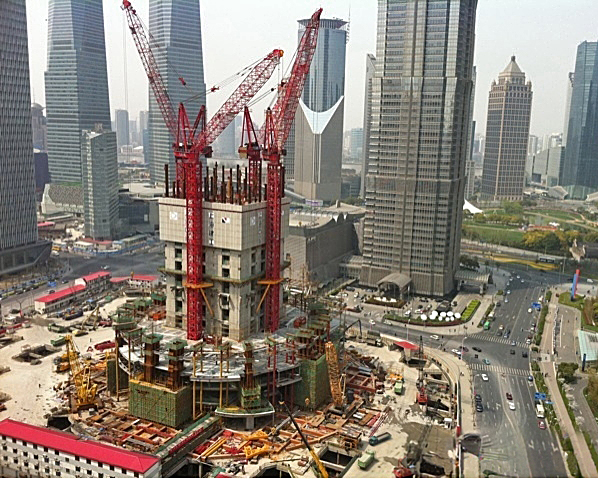
2011 április
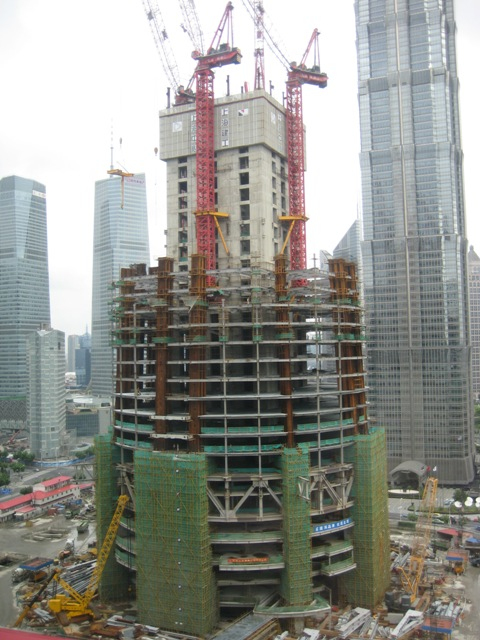
2011 augusztus
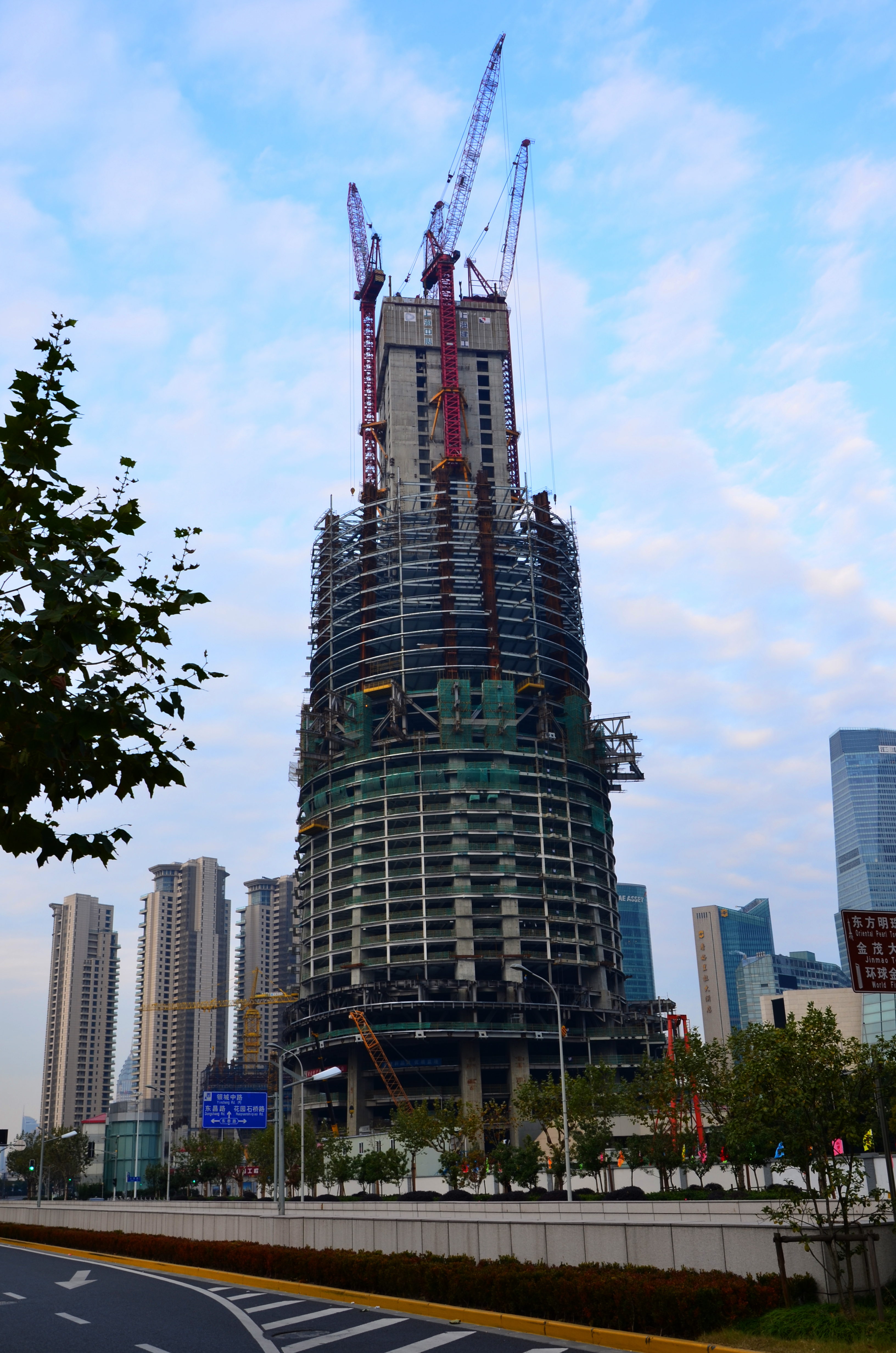
2011 december
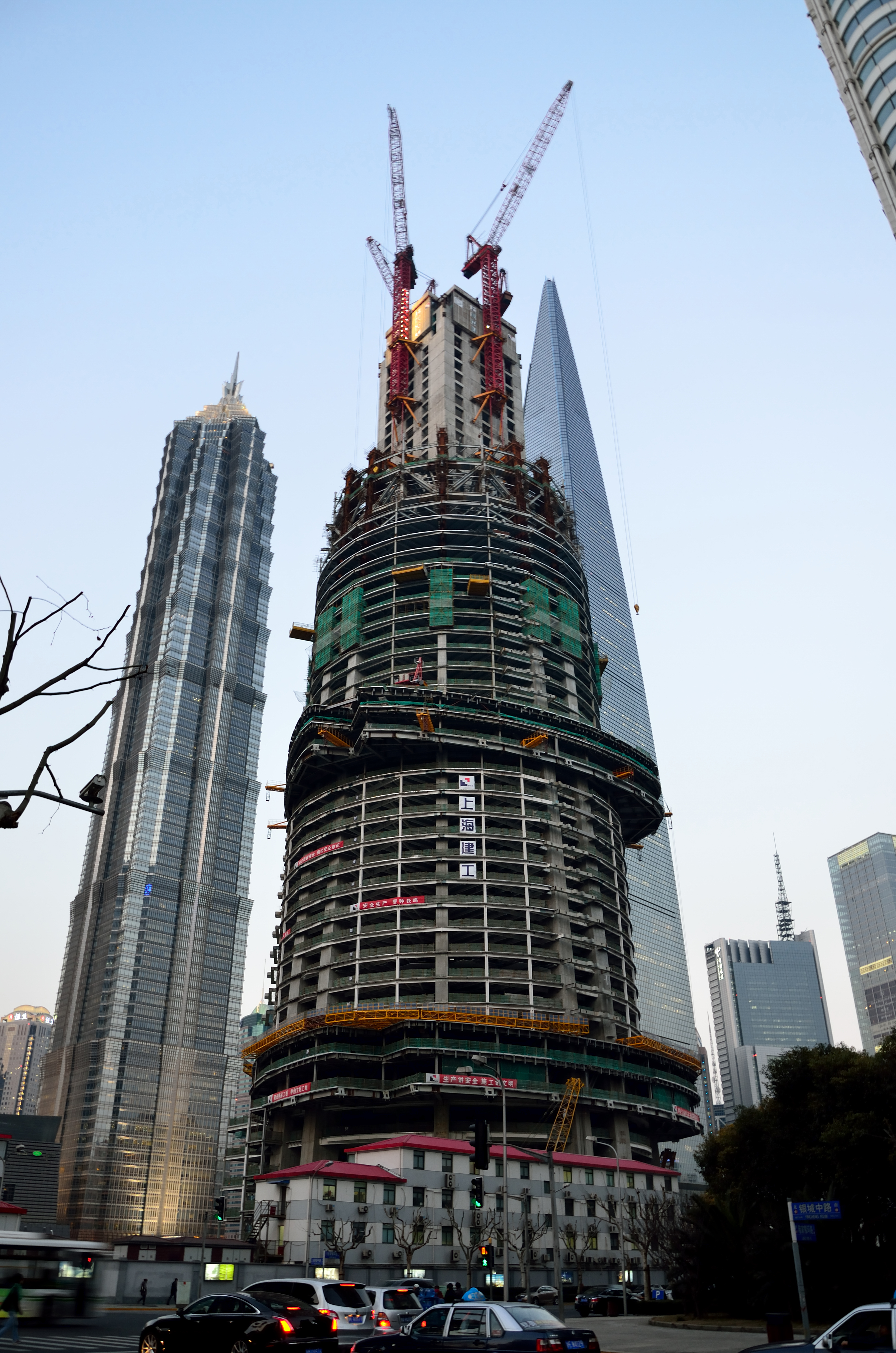
2012 március
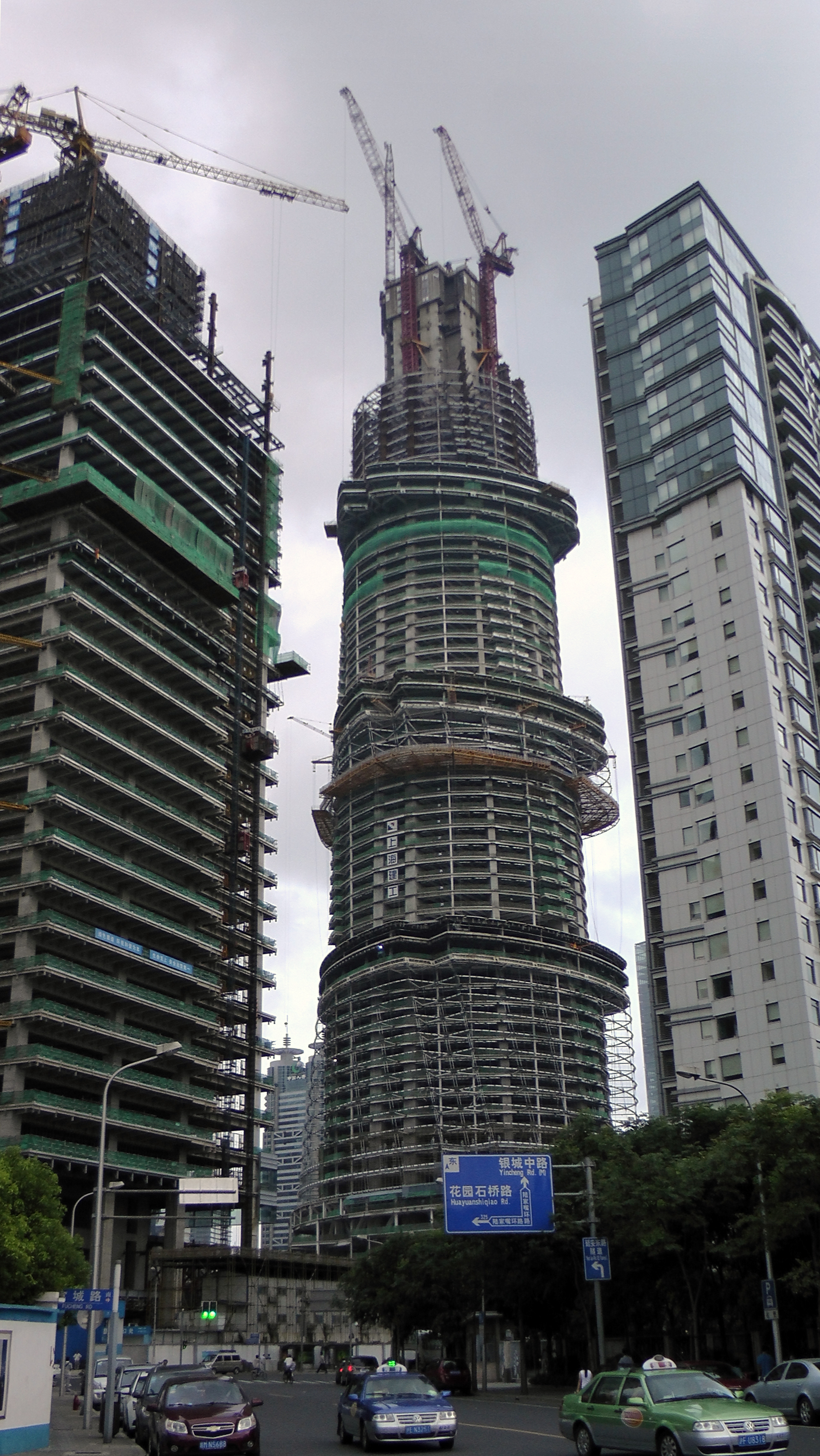
2012 augusztus
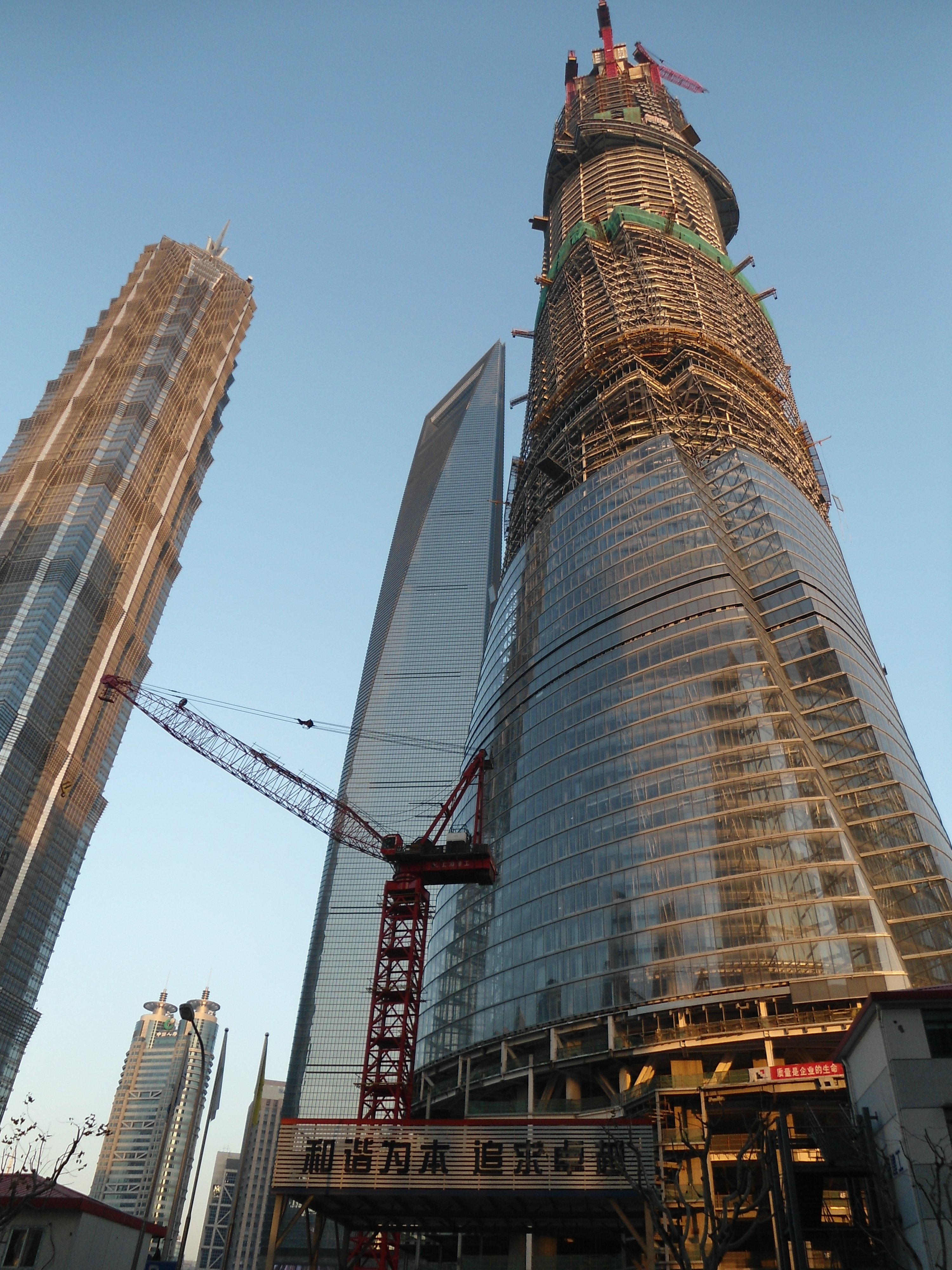
2013 január
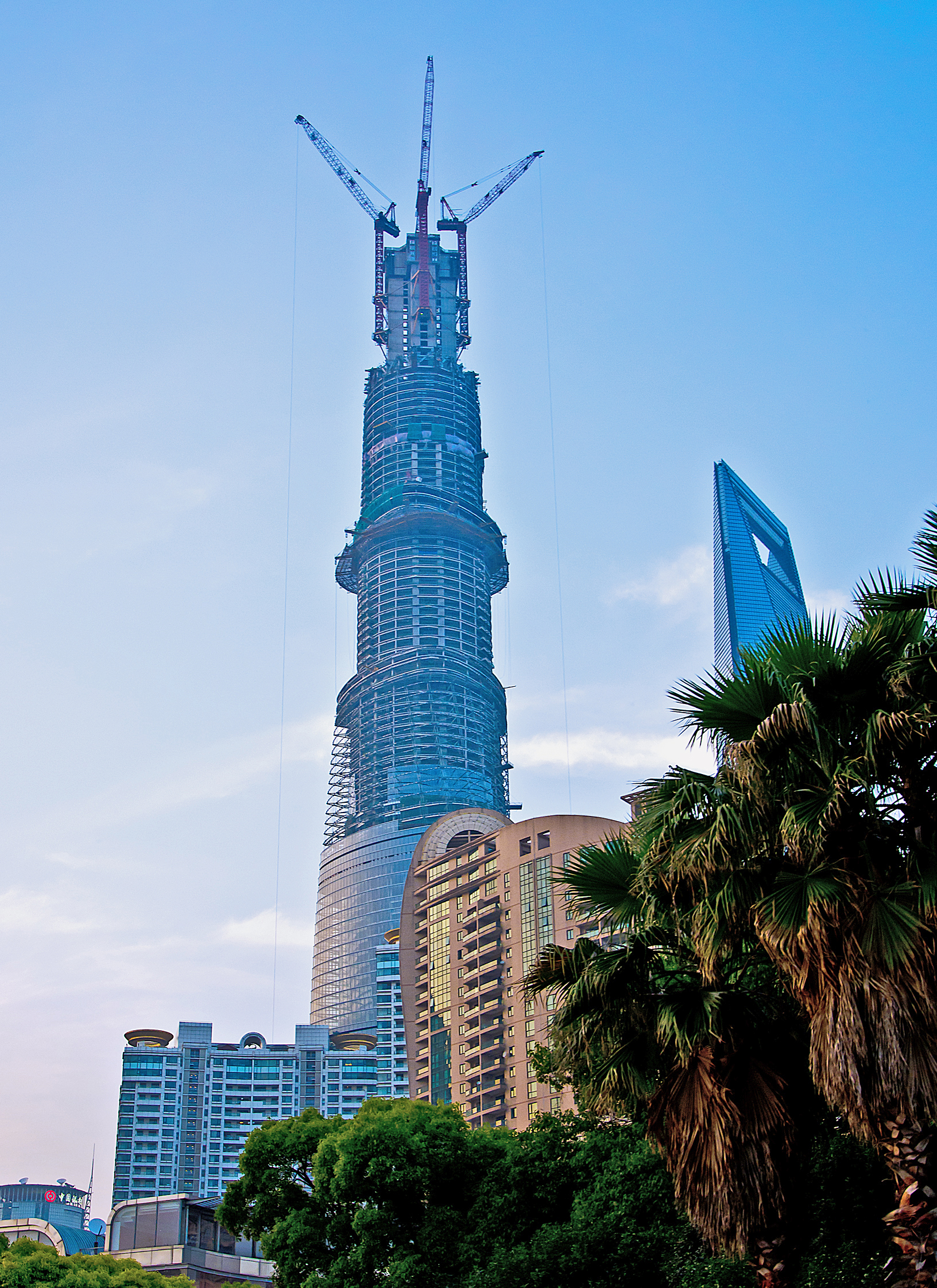
2013 május
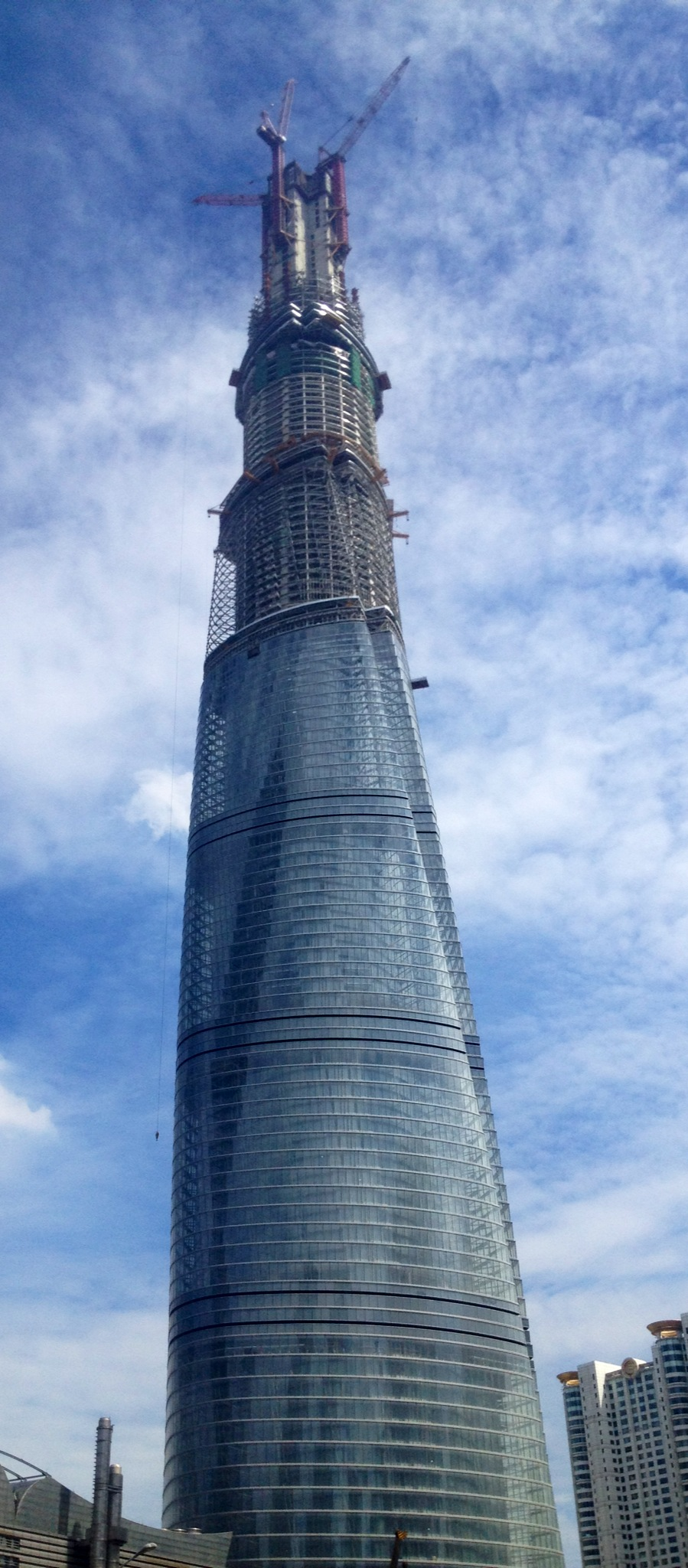
2013 augusztus
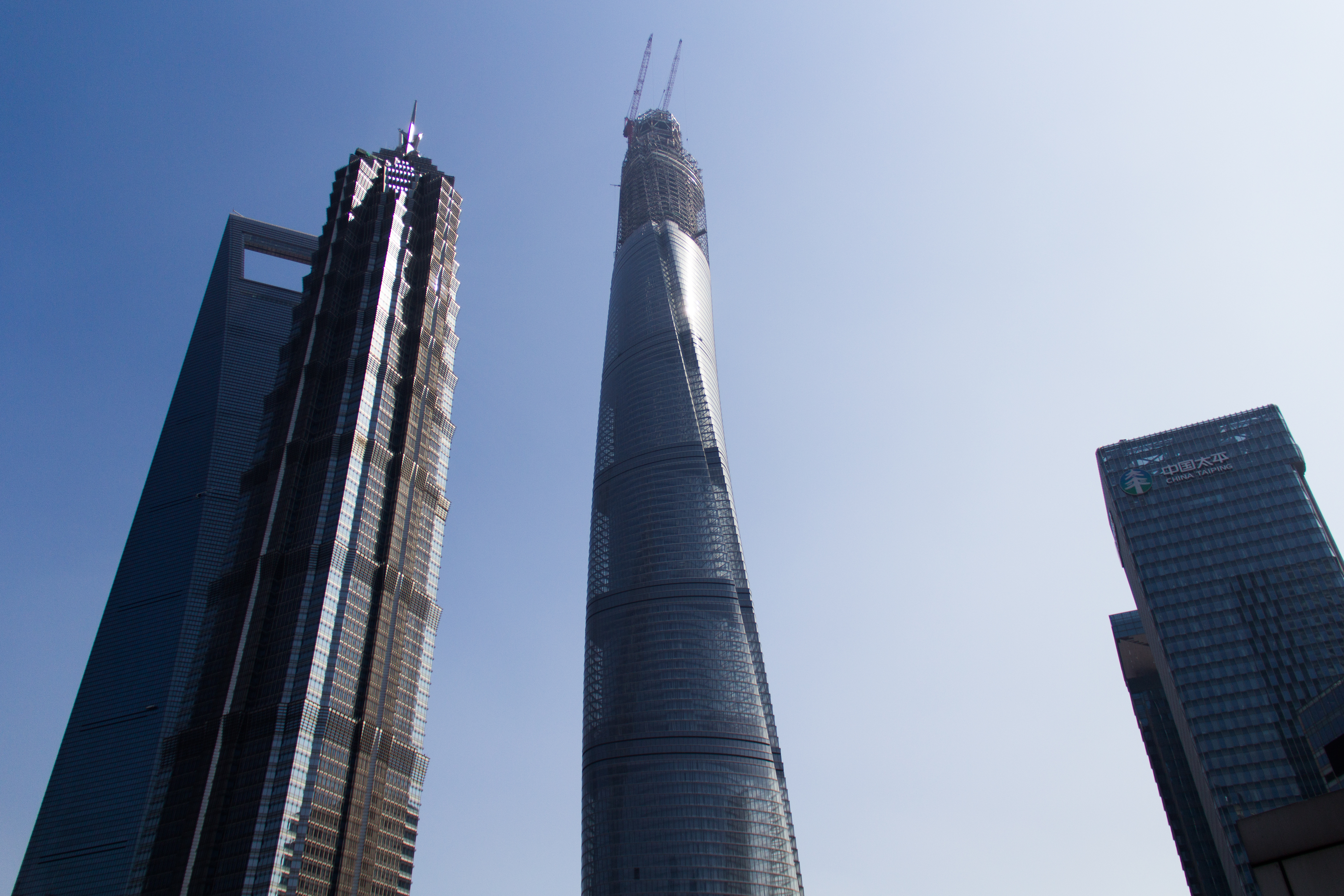
2014 március